# 機動警察劇場版
《機動警察劇場版》（日语：機動警察パトレイバー the Movie）是一部於1989年上映的日本動畫電影，該片由押井守執導。由Production I.G、萬代影視和東北新社製作。同時上映的短片為《SDGUNDAM的逆襲》。

## 概要
本作是《機動警察系列》的首部劇場版作品，時間點設定於1999年的東京。押井守受到聖經諾亞方舟啟發。他使用了過去曾參與《魯邦三世 巴比倫的黃金傳說》製作的準備稿構思的想法，因此在電影因應巴比倫計畫使用的大型LABOR工作中樞「方舟」相當於被取消的魯邦三世電影所出現的巴別塔。在故事開始之前涉及主要反派自殺的情節，也從他取消的項目繼承下來。
押井原訂使用已取消魯邦三世電影的部分結局，但被出淵等其他工作人員制止。後來繼續他將這個結局使用於真人版電影《THE NEXT GENERATION 機動警察》中。

## 聲演
※各登場人物的詳細介紹，請參照機動警察登場人物表。
- 篠原遊馬 - 古川登志夫
- 泉野明 - 富永美衣奈
- 後藤喜一 - 大林隆介
- 南雲忍 - 榊原良子
- 香貫花·克蘭西 - 井上瑤
- 太田功 - 池水通洋（日语：池水通洋）
- 進士幹泰 - 二又一成
- 山崎廣美 - 郷里大輔
- 斯波繁夫 - 千葉繁
- 榊清太郎 - 阪脩
- 實山 - 辻村真人（日语：辻村真人）
- 松井刑警 - 西村知道
- 海法 - 小島敏彥（日语：小島敏彦）
- 福島 - 小川真司（日语：小川真司）
- 片岡 - 辻谷耕史
- 電視天氣預報記者 / 政府公關敘事 - 林原惠
- 篠原重工方舟工作人員/ 服務員 / 特車2課整備員 - 子安武人
- 逃跑的勞工司機 - 立木文彦

## 製作人員
- 監督 - 押井守
- 企画・原作 - 機動警察
- 原案 - 結城正美
- 演出 - 澤井幸次
- 脚本 - 伊藤和典
- 角色設計 - 高田明美
- 機械設計 - 出渕裕（日语：出渕裕）
- 機械設計協力 - 河森正治、佐山善則（日语：佐山善則）、幡池裕行
- 版面設計 - 渡部隆（日语：渡部隆）、田中精美
- 色彩設計 - 池さゆり
- 作画監督 - 黄瀬和哉
- 原畫 - 井口忠一、戶部敦夫、水村良男、岸田隆宏、村田俊治（日语：村田俊治）、武田一也、渡辺純夫、大川弘義、荒川眞嗣、郷敏治、大島康弘、阿部晃嵯詩、菅沼栄治、吉田英俊、村田充範、松原秀典、後藤隆幸、福田佳祐、竹内敦志（日语：竹内敦志）、黄瀬和哉、奧田萬里、沖浦啓之
- 攝影監督 - 吉田光伸
- 攝影 -  株式会社ティ・ニシムラ
- 美術監督 - 小倉宏昌
- 美術 - 平田秀一、菱山徹、平城徳浩、竹田悠介、武重洋二、佐藤広明、中座洋二、串田達也（日语：串田達也）、渋谷幸弘、光元博行、高橋健一、大機恭子、谷村心一、池信孝、三上寛、市原よう子、石垣プロダクション、スタジオキャッツ
- 概念 - 樋上晴彦（日语：樋上晴彦）
- 特殊效果 - 村上正博、村上寿美江
- 剪輯 - 森田清次 (森田編集室)
- 數位圖形學 - IKIF
- 音樂 - 川井憲次
- 音響監督 - 斯波重治（日语：斯波重治）
- 製作人 - 鵜之沢伸、真木太郎、久保真
- 製作協力 - I.Gタツノコ（Production I.G）
- 動畫製作 - Studio DEEN
- 製作 - 株式会社萬代影視、株式会社東北新社
- 配給 - 松竹株式会社

### 重新錄音版工作人員
- 監督 - 押井守
- 録音演出 - 斯波重治（日语：斯波重治）
- 調整 - 住谷真
- 效果 - 倉橋静男（日语：倉橋静男）＜サウンドリング（日语：サウンドリング）＞
- 效果助手 - 武藤品子＜サウンドボックス＞
- 錄音助手 - 高木創、森本桂一郎
- 錄音工作室 - Tokyo Television Center（日语：東京テレビセンター）
- 録音制作 - Omnibus Promotion（日语：オムニバスプロモーション）
- 音樂 - 川井憲次
- 音樂録音・調整 - 福代敦平、佐藤智昭
- 音樂製作 - 仲野智子、安田玲子
- 音樂家協調員 - DAYBREAK、大竹茂
- KEYBOARDS - 川井憲次
- CHORUS - 井出真理、斉藤裕美子、近藤薫、川俣由規子
- VIOLIN - 内田輝、宮内道子
- STRINGS - 内田GROUP
- 音乐录音/调整工作室 - Bunkamura STUDIO、AUBE STUDIO
- 音樂製作人 - 原一雄、巌剛
- 音樂制作 - AUBE、日本テレビ音楽（日语：日本テレビ音楽）、VAP
- 協力 - 杜比實驗室、伏木雅昭
- 宣傳 - 熊谷淳
- 助理制片人 - 桑島龍一、国崎久
- 製作人 - 杉田敦
- 企劃 - 渡辺繁、植村徹
- 製作 - バンダイビジュアル株式会社、株式会社東北新社、株式会社イング

## 評價
《機動警察劇場版》上映後，於1989年獲得第7屆日本動漫大獎。電影資訊網站Movie.com將這部作品選為1200部電影之一，作為「一部永遠精彩，並隨著時間推移而受到喜愛的傑作」（截至 2020 年）。
動漫・特攝研究家氷川竜介將這部作品命名為「一部從明天開始改變事物」的10大動畫電影，並將其評價為對日本泡沫經濟的諷刺。他表示在泡沫破滅後的遠見再次讓他感到驚訝。評論家宇野常寛在他的評論中也提到了這部作品所包含的泡沫諷刺。
在2020年的小冊子中，自由撰稿人中島伸介表示：「不可否認，這部1989年的作品描繪的技術將在30年後被現實所取代，同時也顯得過時。當黑客和人工智能等曾經是技術術語的詞，現在連孩子們都知道的話，那麼在東京沿海地區的巴比倫計劃也許真的會成真。」

## 發行
在台灣，《機動警察劇場版》曾於2006年於衛視電影台播出新國語配音版。
在香港及澳門，《機動警察劇場版》曾於2010年由鐳射企業發行影碟，收錄全新粵語配音版。

## 外部連結
- 機動警察パトレイバー the Movie - allcinema
- 機動警察パトレイバー the Movie - KINENOTE
- AllMovie上《Patlabor: The Movie》的资料（英文）
- 互联网电影数据库（IMDb）上《Patlabor: The Movie》的资料（英文）
- 機動警察パトレイバー公式的X（前Twitter）